# Крістіан Кіст
Крістіан Кіст (нід. Christian Kist, нар. 21 квітня 1986 року) — нідерландський професійний гравець в дартс, чемпіон світу з дартсу (BDO) 2012 року.

## Кар'єра в BDO
Крістіан Кіст розпочав брати участь у змаганнях BDO у 2009 році. Титул чемпіона світу BDO (2012) він здобув на своєму дебютному чемпіонаті.

## Кар'єра в PDC
У 2014 році Кіст розпочав брати участь у турнірах PDC.